# Callawayasaurus
Callawayasaurus es un género extinto de plesiosaurio de la familia Elasmosauridae que vivió en América del Sur durante el Cretácico. El primer fósil fue descubierto por Samuel Paul Welles en 1962, quien lo describió con el nombre Alzadasaurus colombiensis; posteriormente el género fue cambiado a Callawayosaurus por Kenneth Carpenter en 1999.

## Etimología
El nombre del género, Callawayasaurus, fue colocado en honor al paleontólogo, Jack M. Callaway, editor de la obra Ancient Marine Reptiles. El sufijo, -saurus, proviene del griego sauros (σαυρος), que significa «lagarto» o «reptil».

## Descripción

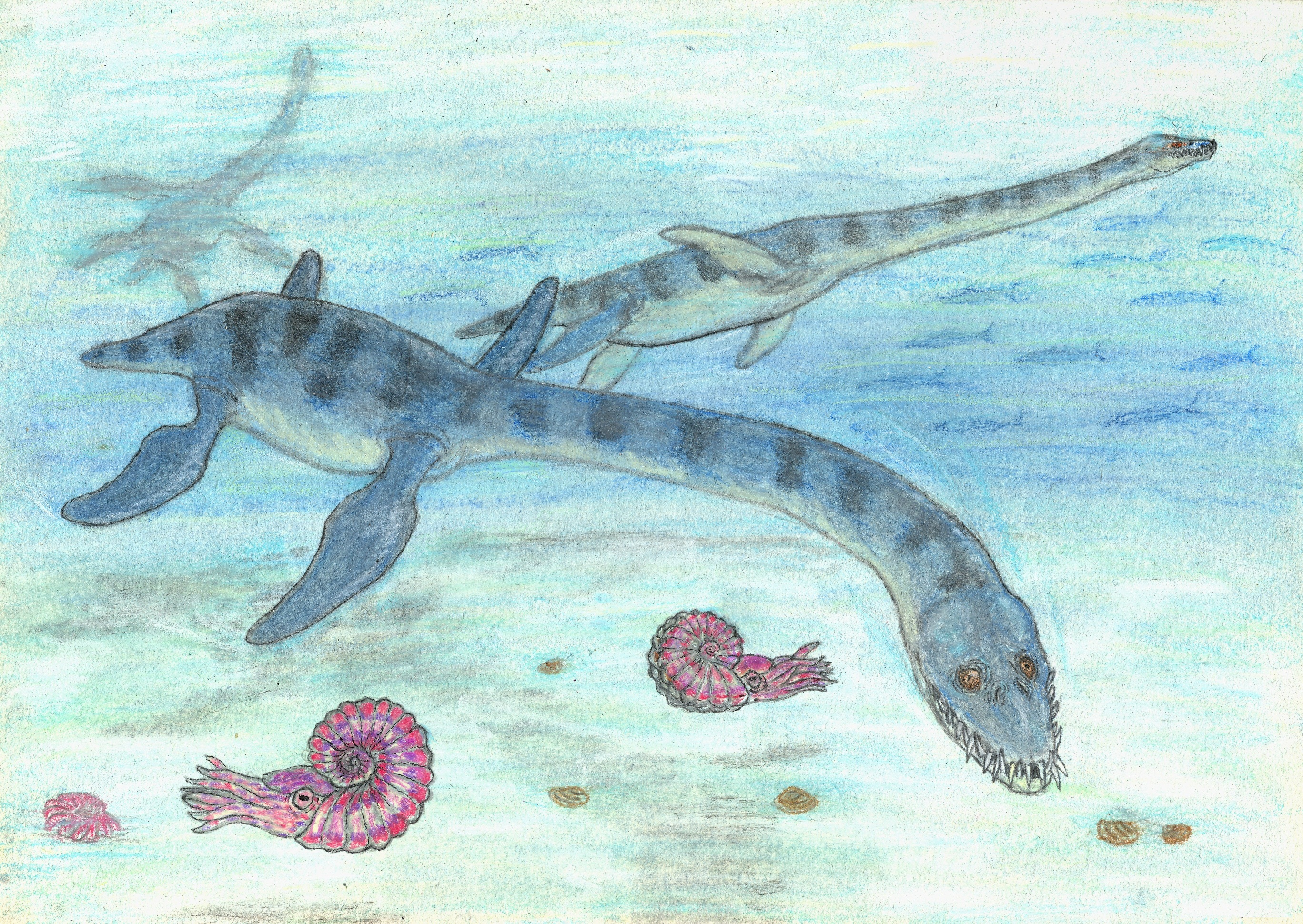
Representación artística de Callawayasaurus y su ambiente en el Museo Paleontológico de Villa de Leyva.

El primer cráneo encontrado de Callawayasaurus tiene 35 cm de longitud, mientras la longitud total del animal era de 8 m. Las narinas de Callawayasaurus son alargadas y estaban ubicadas sobre el maxilar, el cual tenía de 3 a 5 dientes.
El cuello tiene 56 vértebras, las cuales son relativamente cortas al compararlas con otros elasmosáuridos. Los fósiles de Callawayasaurus no poseen barra pectoral (una estructura que conecta la escápula y la apófisis coracoides); comunes en otros plesiosaurios como Terminonatator. Carece también de facetas articulares postaxiales accesorias.
Se halló otro esqueleto casi completo de un espécimen ligeramente más robusto que el holotipo. Este cambio sutil puede indicar la existencia de dimorfismo sexual.

## Distribución
El primer espécimen fue desenterrado de la Formación Paja cerca a Villa de Leyva, Boyacá, Colombia.
El nombre de la especie tipo, colombiensis, significa «de Colombia».
Callawayasaurus procede del Aptiense durante el periodo Cretácico Inferior, el cual comprendió desde hace 125 hasta 112 millones de años.